# Ambassade des États-Unis en France
L'ambassade des États-Unis en France, est la représentation diplomatique des États-Unis d'Amérique auprès de la République française. Elle est située au no 2, avenue Gabriel, dans le 8e arrondissement de Paris.
Le bâtiment est un ersatz de l'hôtel Grimod de La Reynière, construit en 1775 et qui fut détruit en 1931, pour lui faire place. Celui-ci répond visuellement, à l'hôtel Saint-Florentin, situé à l'opposé, à l'angle nord-est, et appartenant également au gouvernement fédéral des États-Unis. 
La France fut le premier pays où les États-Unis ont créé une ambassade à l'étranger. 
Le bâtiment situé au 2 rue Saint-Florentin, appelé souvent hôtel Talleyrand (du fait qu'il fut la résidence de Talleyrand entre 1812 et sa mort en 1838), est le deuxième édifice diplomatique que le gouvernement américain possède à Paris.  
Le troisième bâtiment diplomatique est la résidence de l'ambassadeur, dit hôtel de Pontalba, situé non loin de là, au no 41 de la rue du Faubourg-Saint-Honoré.

## Situation
L'ambassade est entourée des avenues Gabriel et des Champs-Élysées, de la rue Boissy-d'Anglas, et est située à l'angle nord-est de la place de la Concorde. Elle est également voisine de l'hôtel de Crillon et du palais de l'Élysée. 

## Histoire
Le gouvernement des États-Unis envoie des représentants en France dès 1777, alors que les États-Unis n'existent pas alors en tant que pays indépendant et que la déclaration d'indépendance a été proclamée le 4 juillet 1776 à Boston.   
Parmi ceux-ci, on peut noter les grandes figures de Benjamin Franklin, John Adams, Thomas Jefferson, et James Monroe. Ces ministres plénipotentiaires ou ambassadeurs occupent bien des résidences différentes. Il ne subsiste rien de la première légation américaine (1777-1785), installée par Benjamin Franklin à l'hôtel de Valentinois, au no 66 rue Raynouard à Passy  ; à proximité se trouve depuis la rue Franklin.  
Dans les années 1830, la légation occupe alors l'emplacement de l'actuelle grande synagogue de Paris au no 44, rue de la Victoire (9e arrondissement), puis, au début des années 1840, le premier consulat de l'ambassade s'installe au no 30, rue d'Hauteville (10e arrondissement). L'ambassade siège pendant un certain temps au no 95, rue de Chaillot (16e arrondissement), dans des locaux si peu adaptés qu'ils finissent par être sous-loués.
Pendant le siège de Paris puis lors de la Commune, l'ambassadeur Elihu B. Washburne quitte la légation du no 75, avenue Foch (16e arrondissement) pour suivre le gouvernement français s'étant réfugié à Versailles, devenant subitement surpeuplée et où il doit alors louer une petite pièce au no 13, rue Mademoiselle. La légation revient par la suite à Paris.
En 1881, l'ambassadeur Levi Morton s'installe au no 3, place des États-Unis (à l'origine place de Bitche, 16e arrondissement), puis son successeur, Robert Milligan McLane, prend la décision de trouver un nouvel édifice.
En 1907, l'ambassade se trouve 5 rue François-Ier (8e arrondissement), sa chancellerie 18 avenue Kléber (16e arrondissement) et son consulat général 36 avenue de l'Opéra (2e arrondissement).
En 1919, l'ambassade, auparavant sise au 14, avenue d'Eylau, est transférée 5 place d'Iéna (toujours dans le 16e arrondissement). En 1922, l’hôtel particulier est racheté par l’ambassadeur lui-même.
Entre 1913 et 1933, la chancellerie de l'ambassade se trouve au no 5, rue de Chaillot (16e arrondissement). De nombreux édifices, monuments et toponymes rendent hommage aux États-Unis dans cet arrondissement. La construction d'une nouvelle chancellerie est décidée en 1931.

Au n°5 rue de Chaillot (Paris)
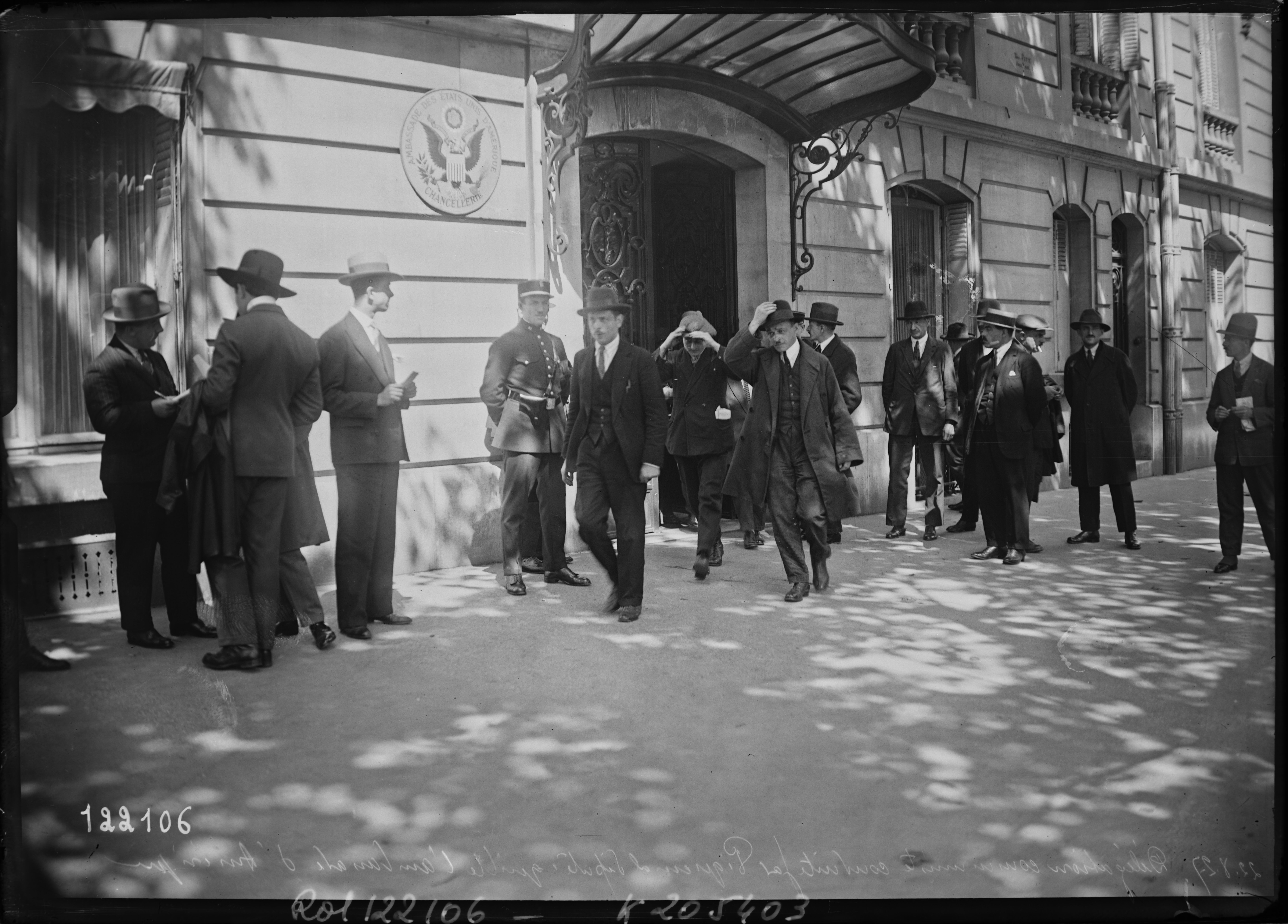
L'ambassade en 1927.
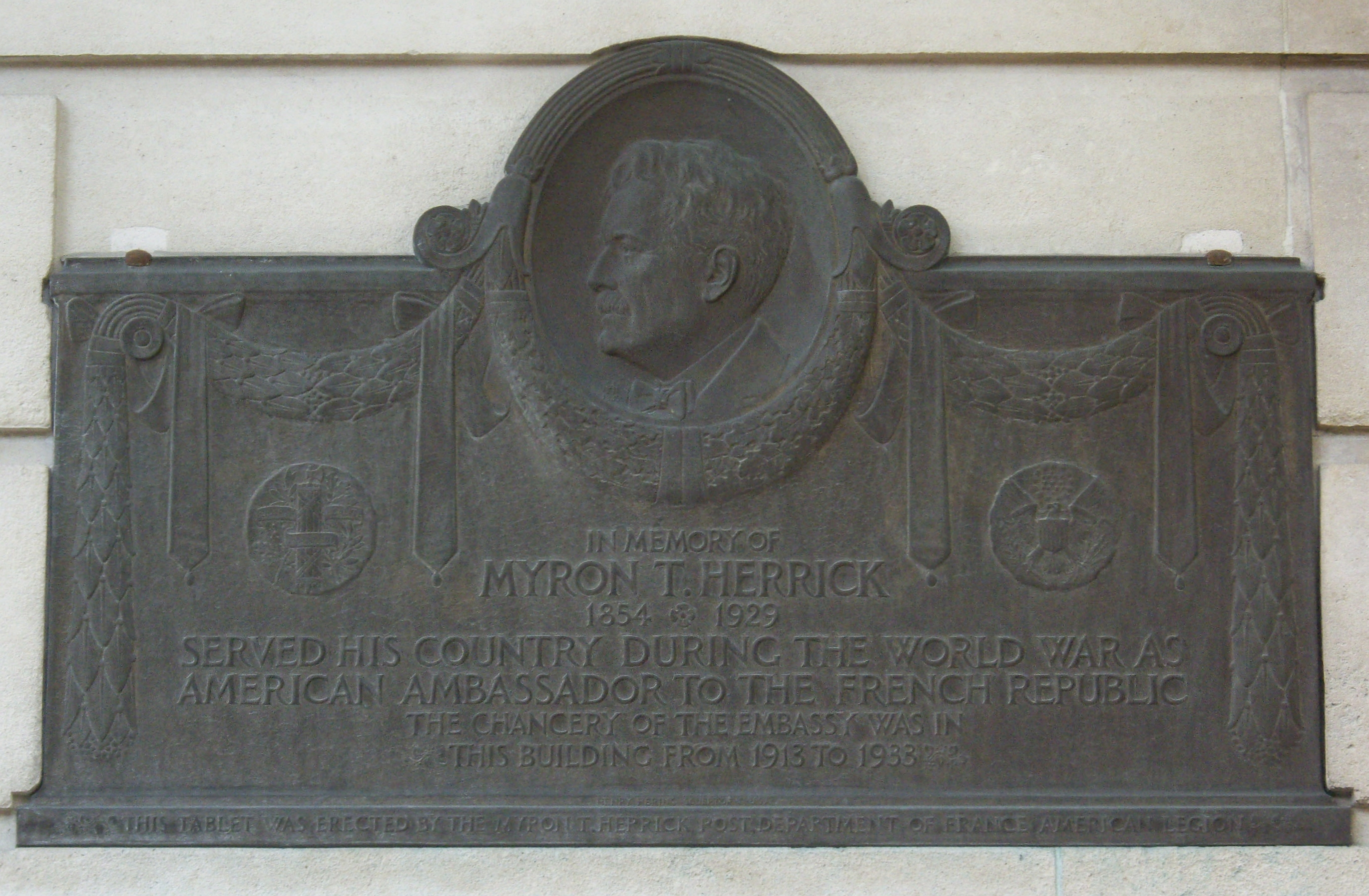
Plaque commémorative en hommage à l'ambassadeur Myron Timothy Herrick.

## Le bâtiment

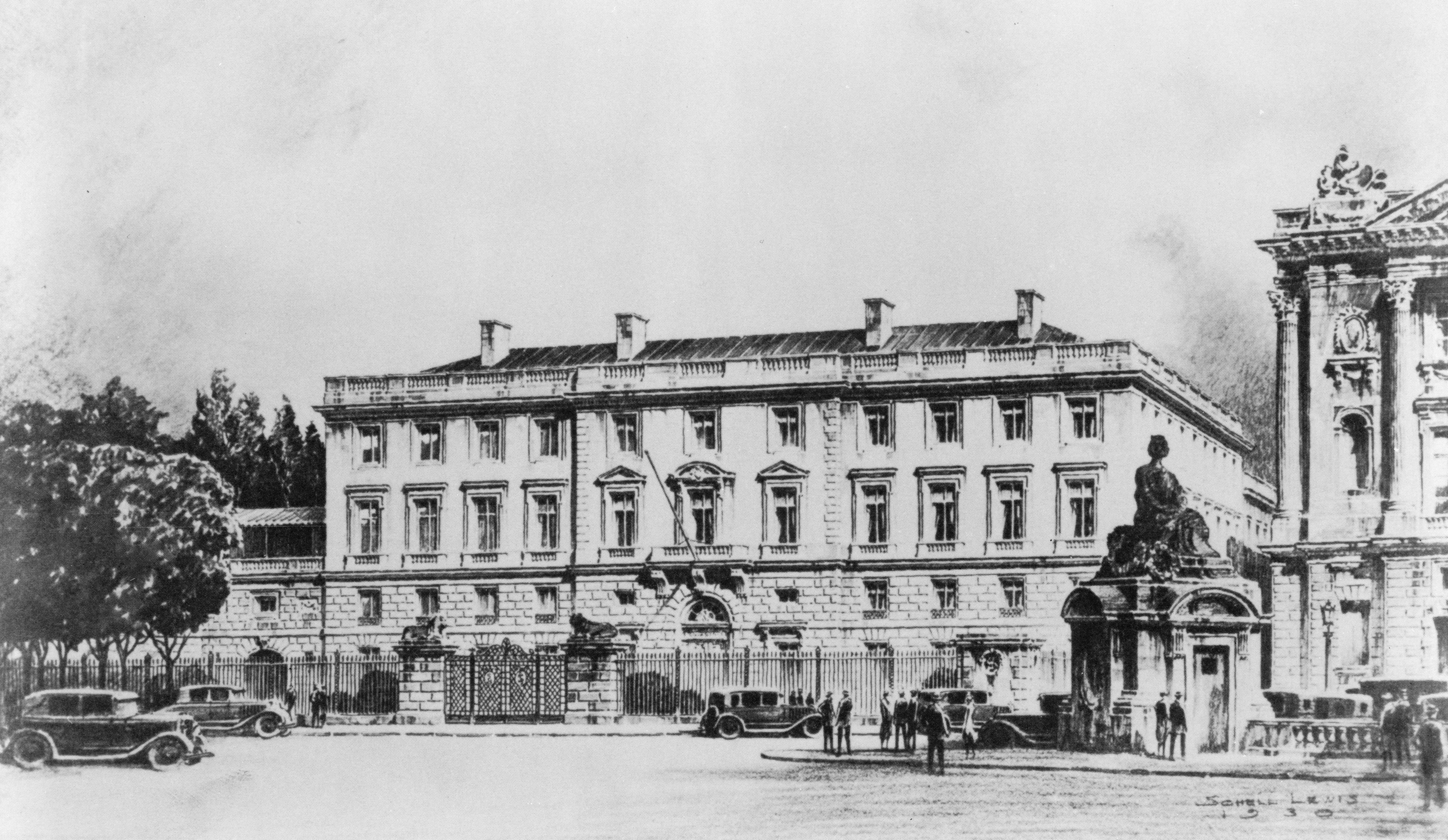
L'ambassade vers 1926.

Afin d'ériger la nouvelle ambassade, la Commission des Bâtiments du Service extérieur des États-Unis, créée par un décret du Congrès en 1926, fait l’acquisition en 1928 de la propriété se trouvant à l’angle nord-ouest de la place de la Concorde. Sur cet emplacement s'élève alors l'hôtel Grimod de La Reynière. Celui-ci, mal entretenu et modifié maintes fois par des ajouts l'ayant défiguré, notamment au XIXe siècle, est rasé en 1931.   
Peu de temps après, la commission désigne le cabinet d’architecture new-yorkais Delano & Aldrich, pour concevoir un édifice en harmonie avec le style architectural donné à la place par l’architecte de Louis XV, Ange-Jacques Gabriel.   
En 1932, à l'occasion de son discours, lors de la pose de la première pierre, l’ambassadeur Walter Evans Edge veut voir dans cette complémentarité architecturale un symbole de l'harmonie franco-américaine : « Lorsque cet édifice sera terminé, il parachèvera les projets d'Ange-Jacques Gabriel, l’architecte de Louis XV, contribuant ainsi à la symétrie et à la perfection du cœur romantique de Paris, la place de la Concorde. Puisse-t-il aussi […] contribuer à la perfection et à la symétrie des relations franco-américaines. »

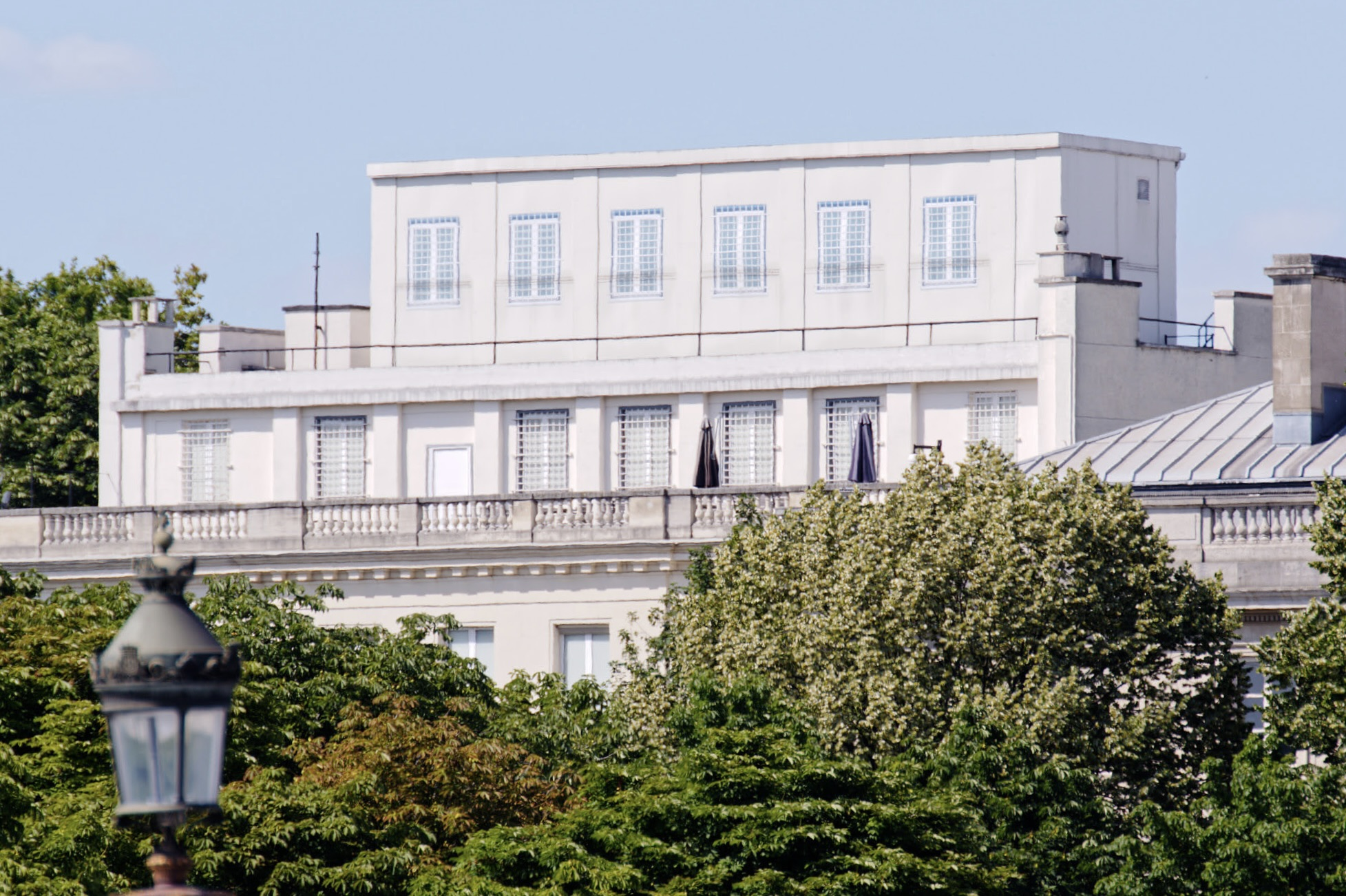
Station d'écoute au dernier étage avec sa façade en trompe-l'œil (2015).

Depuis 2005, l'ambassade est surmontée d’une station d’espionnage des télécommunications du Special Collection Service, comme  de nombreuses autres ambassades des États-Unis dans le monde.
En 2021, les services de l'ambassade comptent près de 600 employés. Avant la pandémie de Covid-19, elle recevait environ 3 000 visites d'Américains par an, dont 100 à 150 personnalités VIP.
La délégation permanente des États-Unis auprès de l'OCDE se trouve no 12, avenue Raphaël dans le 16e arrondissement.

### L'hôtel Saint-Florentin
La section consulaire, la section Public Affairs, la section fiscale (IRS) et le Bureau de la coopération militaire (ODC) y siègent jusqu'au printemps 2007. 
Ayant appartenu à la famille Rothschild, le bâtiment est loué, en 1948, au gouvernement des États-Unis. Celui-ci y installe l'Administration de la Coopération économique puis devient le siège du plan Marshall en Europe en 1949.
Lorsque l'OTAN est créée en 1949, l'hôtel devient le siège de la première mission américaine auprès de celle-ci. Le 14 novembre 1950, le gouvernement américain achète l'édifice. À l'achèvement du plan Marshall, le bâtiment accueille divers services diplomatiques.
Il héberge le Centre George C. Marshall, qui cohabite avec le cabinet d'avocats Jones Day depuis 2008.

## Consulats généraux et consulats
L'ambassade possède en province deux consulats généraux (Marseille et Strasbourg) et trois consulats à Bordeaux, Lyon et Rennes.
Leur maintien est remis en cause lors du second mandat de Trump.

## Différents sites
- Hôtel de Pontalba - résidence de l'ambassadeur des États-Unis en France (41, rue du Faubourg-Saint-Honoré, 8e arrondissement de Paris)
- Délégation permanente des États-Unis auprès de l'OCDE (12, avenue Raphaël, 16e arrondissement de Paris)[8]
- American Center for Art and Culture (34, avenue de New-York, 16e arrondissement de Paris)[9]
- American Library située au 10, rue du Général-Camou, 7e arrondissement de Paris[10]
- Fondation des États-Unis dans la Cité internationale universitaire de Paris (15, boulevard Jourdan, 14e arrondissement de Paris)[11]

## Galerie

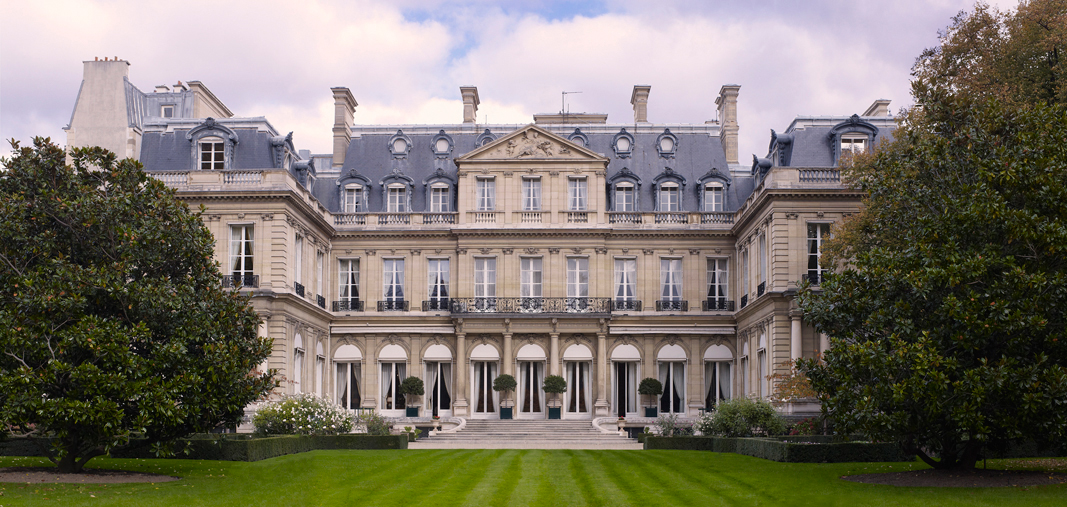
Hôtel de Pontalba - Résidence de l'ambassadeur des États-Unis en France (41, rue du Faubourg-Saint-Honoré).
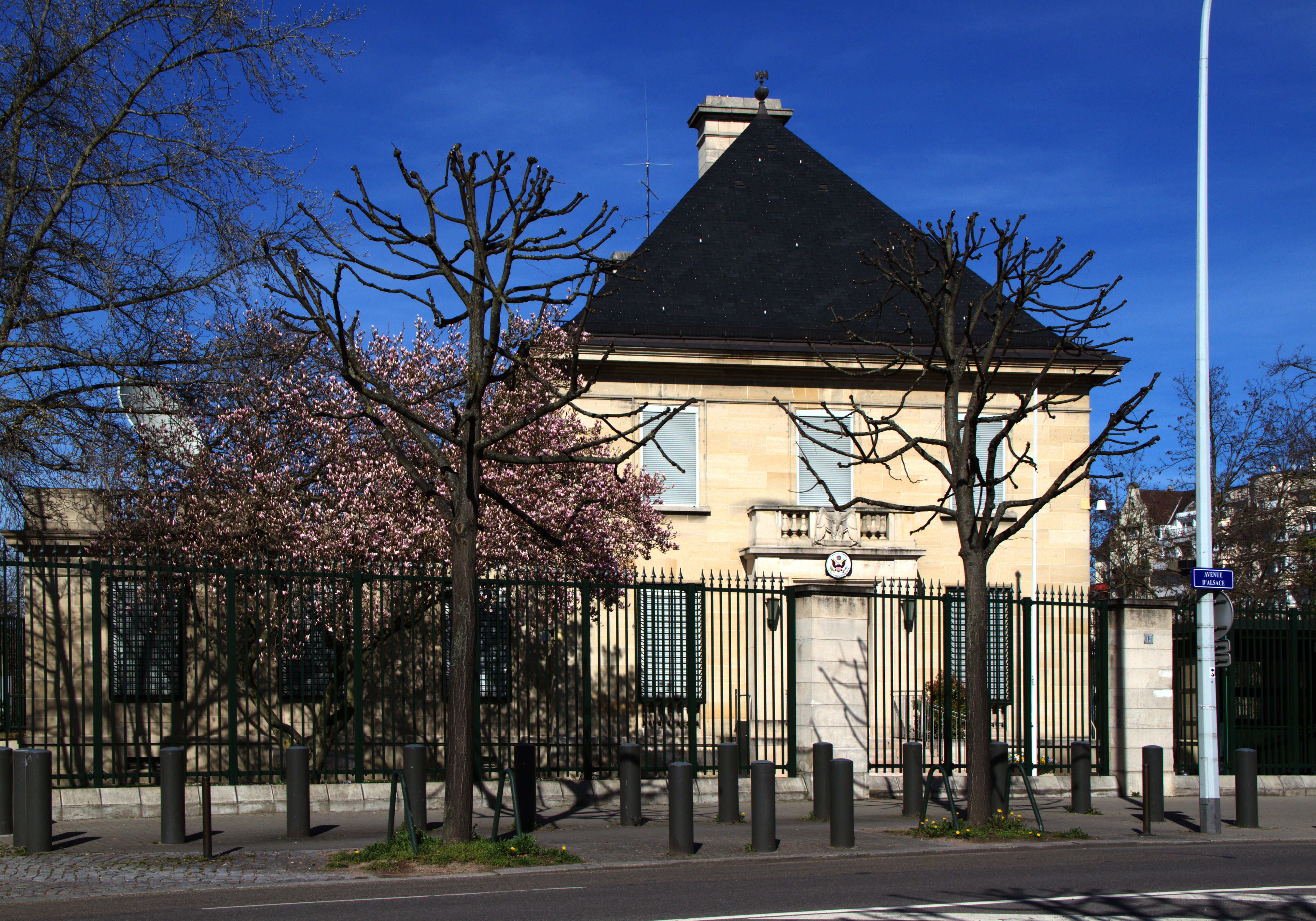
Consulat général des États-Unis à Strasbourg (15, avenue d'Alsace).
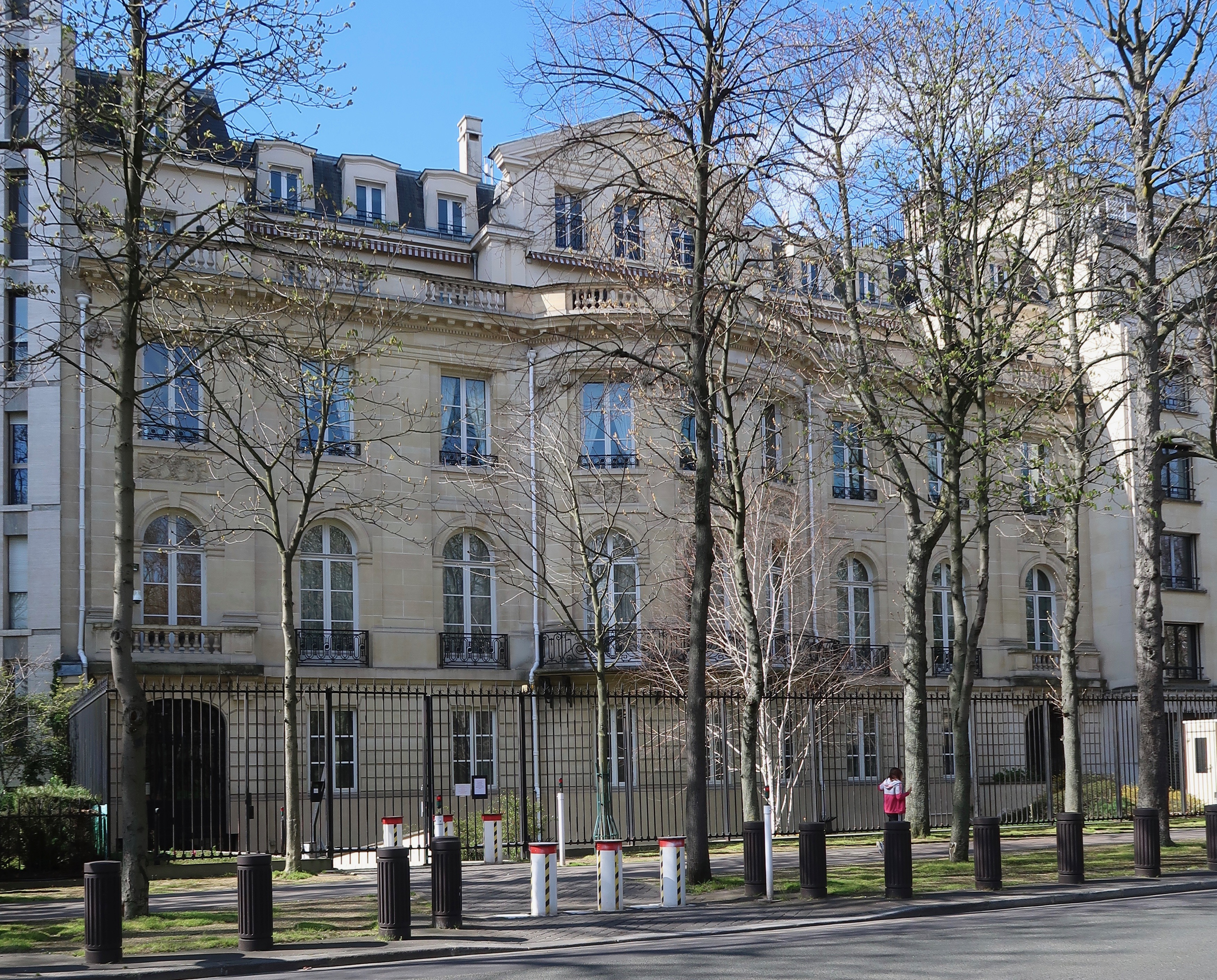
Délégation permanente des États-Unis auprès de l'OCDE (12, avenue Raphaël à Paris).
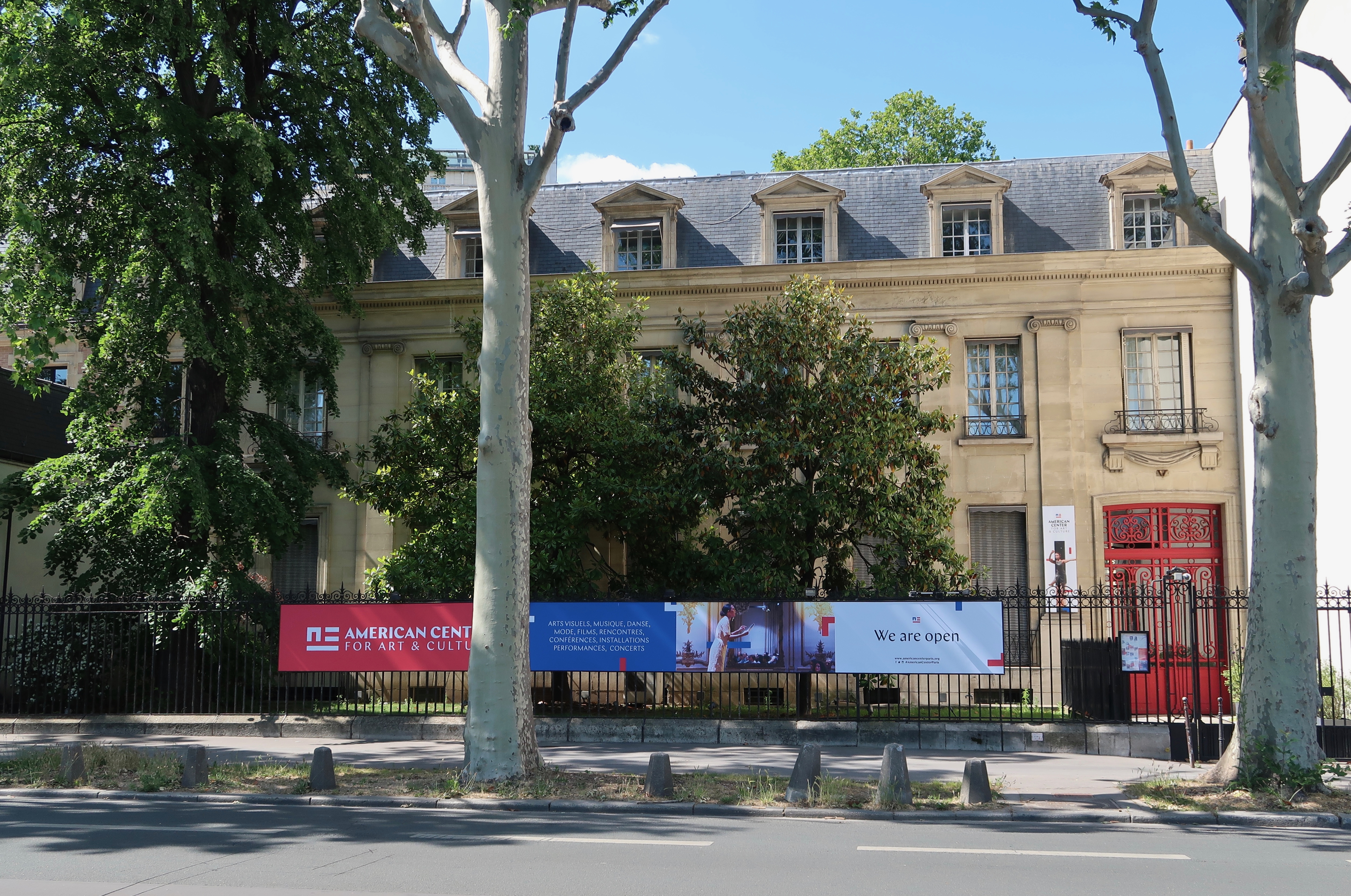
L'American Center for Art and Culture (34, avenue de New-York).
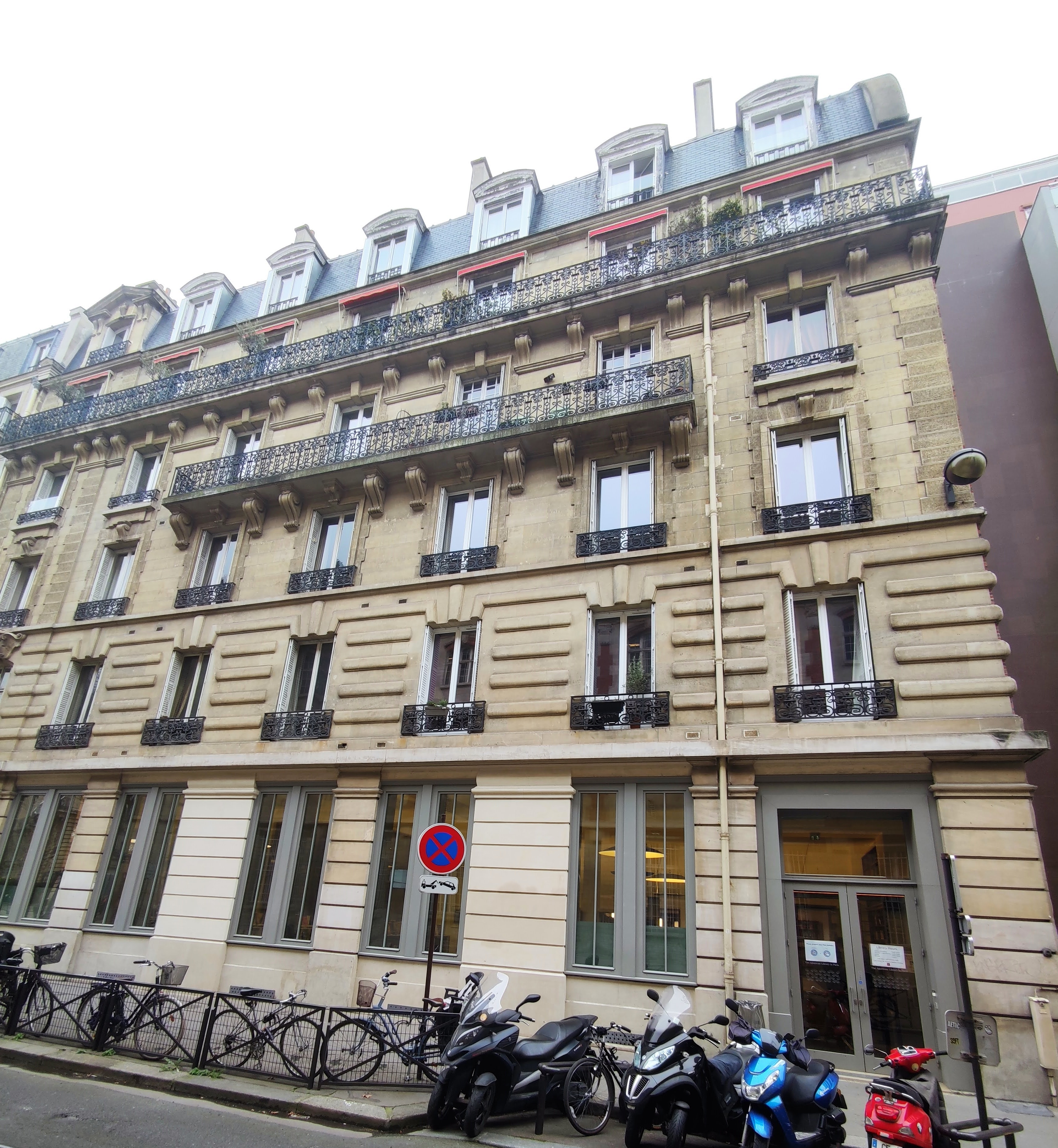
L'American Library à Paris (10, rue du Général-Camou).
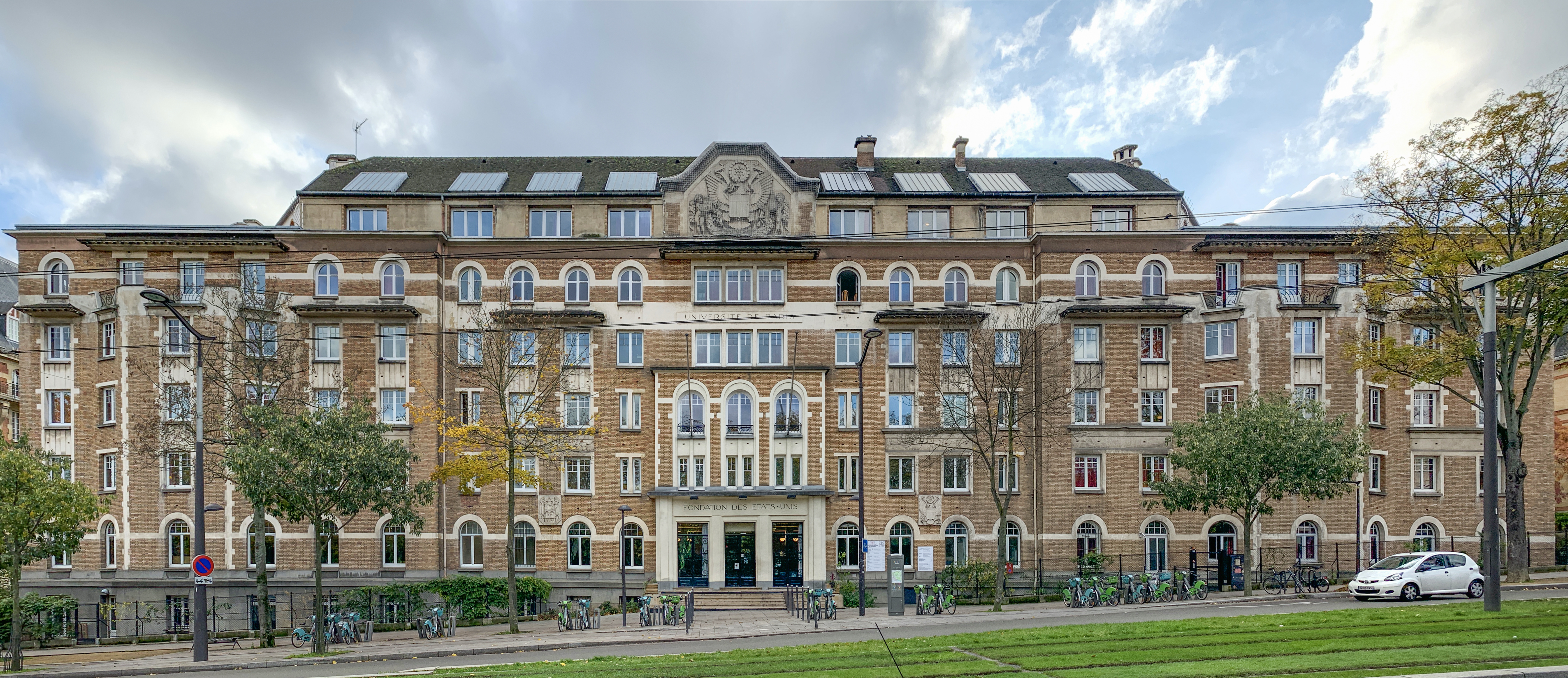
Fondation des États-Unis dans la Cité internationale universitaire de Paris (15, boulevard Jourdan).

## Films tournés et/ou se déroulant à l'ambassade
- 1963 : Charade de Stanley Donen
- 1988 : Frantic de Roman Polanski